# 김해 보현사 불교전적류
김해 보현사 불교전적류(金海 普賢寺 佛敎典籍類)는 대한민국 경상남도 김해시 대동면 보현사에 있는 조선시대의 경전이다.
2010년 10월 7일 경상남도의 유형문화재 제503호로 지정되었다가, 2018년 12월 20일 현재의 명칭으로 변경되었다.

## 개요
임란 후에 간행된 경전 7책으로, 각수를 적어놓은 형태나 어미 모양 등 지방 사찰에서 간행된 목판본의 형태와 판본류를 확인해 볼 수 있으며 조선후기 각 지방의 경전 간행의 경향을 알 수 있는 중요한 자료이다.

## 참고 자료
- 김해 보현사 전적류 - 국가유산청 국가유산포털
- 이 문서에는 문화재청에서 공공누리 제1유형으로 배포된 자료를 바탕으로 한 내용이 포함되어 있습니다.